# Thesium tenuissimum
Thesium tenuissimum is een plantensoort uit de sandelhoutfamilie (Santalaceae). Het is een kleine halfstruik met een houtachtige onderstam, waaruit talrijke rechtopstaande of spreidende stengels groeien. De slanke stengels zijn veelvuldig vertakt. De schubachtige bladeren zijn erg klein.
De soort komt voor in tropisch West-Afrika, van Senegal tot in Kameroen. Hij groeit daar in montane gebieden, met name in graslanden.
... · 
Anthobolus · 
Thesium (Bergvlas) · 
Santalum · 
Viscum · 
...